# Glenn Tilbrook
Glenn Martin Tilbrook, född 31 augusti 1957 i Woolwich, London, England, Storbritannien, är en brittisk sångare, gitarrist och kompositör. 
Från 1975, och fram till 1999 spelade han i bandet Squeeze tillsammans med låtskrivarpartnern Chris Difford (som skrev de flesta av texterna till bandets låtar, medan Tilbrook komponerade), och mellan 1983 och 1985 med densamme i duon Difford & Tilbrook. 
Har sedan 1999 ägnat sig åt sin solokarriär.

## Diskografi

### Solo
Studioalbum
- 2001 – The Incomplete Glenn Tillbrook
- 2004 – Transatlantic Ping Pong
- 2014 – Happy Ending

EP
- 2018 – Against UK Poverty & Hunger

Singlar
- 2000 – "Parallel World"
- 2001 – "This Is Where You Ain't"
- 2004 – "Untouchable"